# Eines Tages (Film)
Eines Tages ist ein 1944 entstandener deutscher Liebesfilm von Fritz Kirchhoff. Die Hauptrollen spielen Magda Schneider, Richard Häussler und Rolf Weih.

## Handlung
Seifenfabrikant Dieter Hartmann gibt zu Ehren des Geschäftsmanns Stefan Görner eine Abendgesellschaft. Görner vertreibt Öle und Fette und ist für Hartmann geschäftlich von großer Bedeutung. Der Eingeladene wird von den Frauen sehr umschwärmt, auch die beiden Hartmann-Töchter Anna und Sigrid sind sehr an dem betuchten Junggesellen interessiert. Die ältere der beiden, Sigrid, findet das Interesse des deutlich älteren Mannes, und so wird die junge Frau von Görner zu sich eingeladen. Dies wiederum missfällt der Erzieherin der beiden fast erwachsenen jungen Damen, Bettina Pahlen. Sie möchte verhindern, dass sich Sigrid auf einen „Windhund“ einlässt, dessen Absichten, so mutmaßt sie, nicht ernster Natur sind. Da Sigrid Hartmann bereits von daheim fort ist, reist Frau Pahlen ihr nach, um das Schlimmste zu verhindern. Als sie in Görners Haus eintrifft, ist Sigrid wieder bereits gegangen. Der von Stefan geplante Musikabend in Anwesenheit der bekannten Sängerin Edith Torburg musste leider ausfallen, da besagte Dame kurzfristig abgesagt hat. Da Stefan sich ein wenig darüber ärgert, welch schlechte Meinung Bettina von ihm hat, lädt er sie unter dem Vorwand, dass Sigrid dort auf ihn warte, in sein Landhaus nach Bernau ein. Dort will er ursprünglich die Erzieherin umgarnen, um sie anschließend eiskalt abzuservieren. Man trinkt ein Glas Wein, unterhält sich über dies und das, und Bettina verlässt das Landhaus am darauf folgenden Morgen im Glauben, dass Stefan mindestens ebenso in sie verliebt ist wie sie in ihn. Schließlich kündigt sie ihre Stellung bei den Hartmanns. Der dringend ersehnte Anruf Stefans erfolgt nicht. Frustriert sucht Bettina eine neue Stellung und findet diese in einem Verlag.
Hier wird sie die Assistentin des Redakteurs Fritz Ruhland. Beide verstehen sich sehr gut, und nach drei Jahren fragt der gutsituierte Mann Bettina, ob sie ihn heiraten wolle. Obwohl Fritz ihr nicht ganz gleichgültig ist, muss sie ihrem Chef einen Korb geben, denn sie ist noch immer in Stefan Görner verliebt. Ruhland möchte unbedingt herausfinden, wer dieser Mann ist, der ihm unbekannterweise die ersehnte Heirat mit Bettina vermasselt, und so recherchiert er solange, bis er Görners Namen herausfindet. Um zu eruieren, wie es um das Nicht-Liebespaar steht, arrangiert Ruhland heimlich ein „zufälliges“ Treffen zwischen Bettina und Görner. Für Bettina fällt diese Wiederbegegnung sehr frustrierend aus, denn Görner hat sie längst vergessen und erkennt Bettina nicht einmal sofort. Als später die beiden gemeinsam an einem Jagdausflug teilnehmen, macht Bettina ihm gegenüber ihrem Unmut ordentlich Luft und zeigt Stefan die kalte Schulter, als er wieder mit den ihm eigenen Flirtspielchen beginnt. Görner erkennt, dass er Bettina offensichtlich ernsthaft verletzt hatte und überdies, dass ihm diese junge Dame wirklich etwas bedeutet. Er will alles wieder gutmachen, doch nun zeigt Bettina ihm fortwährend die kalte Schulter und nimmt seine Telefonanrufe nicht mehr entgegen. Schließlich fährt er zu ihrer Wohnung, trifft dort aber lediglich auf Fritz Ruhland. Beide Männer sprechen sich aus, und Fritz teilt dem Konkurrenten mit, dass er Bettina um ihre Hand gebeten habe. Görner trollt sich als geschlagener Mann und wird am nächsten Tag geschäftlich mit dem Zug verreisen. Bettina sieht ein, dass sie Stefan mehr als alle anderen liebt, und erscheint zum Abfahrtstermin am Bahnhof. Dort fallen sich beide in die Arme und fahren gemeinsam fort.

## Produktionsnotizen
Die Dreharbeiten begannen am 17. April 1944 und endeten im Juli desselben Jahres. Gedreht wurde in Amsterdamer und Den Haager Filmateliers der besetzten Niederlande. Die Uraufführung fand am 26. Februar 1945 in Berlin statt.
Kurt Ulrich wirkte als Produktionsleiter. Heinrich C. Richter entwarf die von Hermann Asmus ausgeführten Filmbauten. Ludwig Waldleitner war einer von zwei Aufnahmeleitern.
Gaststar Kirsten Heiberg sang den Musiktitel „Ich steh allein in dieser großen Welt“.

## Kritik
Der Filmdienst befand: „Umständlich entwickelte, aber behutsam inszenierte Liebesgeschichte.“